# Kanton Remich
Koordinaten: 49° 32′ N, 6° 20′ O

Der Kanton Remich ist der Fläche nach der zweitkleinste Kanton des Großherzogtums Luxemburg. Er liegt im äußersten Südosten des Landes und grenzt im Norden an den Kanton Grevenmacher, im Osten an die deutschen Länder Rheinland-Pfalz und Saarland, im Süden an die französische Region Grand Est und im Westen an die Kantone Esch an der Alzette und Luxemburg.
Bis zur Abschaffung der luxemburgischen Distrikte am 3. Oktober 2015 gehörte der Kanton zum Distrikt Grevenmacher.

## Verwaltungsgliederung
Der Kanton Remich umfasst acht Gemeinden (Einwohnerzahlen vom 1. Januar 2023).
1. Bad Mondorf (5424)
2. Bous-Waldbredimus zum 1. September 2023 fusioniert aus Bous (Luxemburg) (1752) und Waldbredimus (1337)
3. Dalheim (2408)
4. Lenningen (2070)
5. Remich (4015)
6. Schengen (5196), am 1. Januar 2012 gebildet aus
  - Schengen,
  - Bürmeringen und
  - Wellenstein
7. Stadtbredimus